# Shaped by Fire
Shaped by Fire är det amerikanska metalcore-bandet As I Lay Dyings sjunde studioalbum. Albumet släpptes i september 2019 på Nuclear Blast Records, i USA och Europa, bandets första och enda skiva på detta bolag. I Japan släpptes skivan på skivbolaget Chaos Reigns. Albumet utkom även i diverse vinylutgåvor.

## Bakgrund
Då Tim Lambesis frigavs efter att ha avjänat ett fängelsestraff för att ha försökt leja en lönnmördare att mörda hans ex-hustru försökte han lappa ihop relationerna med sina tidigare bandkollegor, som under tiden han suttit fängslad bildat bandet Wovenwar. De förlät honom och bandet började så småningom att spela in nytt material.
Singeln "My Own Grave" släpptes i juni 2018 och åtföljdes av en musikvideo. I april året därpå släpptes singeln "Redefined", även den med tillhörande musikvideo. Shaped by Fire släpptes i september 2019. Ytterligare tre musikvideor följde: "Blinded", "Shaped by Fire" och "Torn Between".
Albumet nådde plats 50 på Billboard-listan. Jake Luhrs (August Burns Red) bidrog med gästsång.

## Låtlista
1. "Burn to Emerge" (instrumental) – 0:52
2. "Blinded" – 3:22
3. "Shaped by Fire" – 3:39
4. "Undertow" – 3:57
5. "Torn Between" – 4:01
6. "Gatekeeper" – 3:25
7. "The Wreckage" – 4:43
8. "My Own Grave" – 4:12
9. "Take What's Left" – 4:13
10. "Redefined" – 4:16
11. "Only After We've Fallen" – 3:29
12. "The Toll It Takes" – 3:56

## Medverkande
Musiker
- Tim Lambesis – sång
- Nick Hipa – gitarr, bakgrundssång
- Phil Sgrosso – gitarr, bakgrundssång
- Josh Gilbert – basgitarr, sång
- Jordan Mancino – trummor

Bidragande musiker
- Jake Luhrs – sång

Produktion
- As I Lay Dying – producent
- Adam Dutkiewicz – producent
- Drew Fulk – producent
- Joseph McQueen – mixning
- Adam Getgood – mixning
- Ted Jensen – mastering
- Corey Myers – albumkonst